# Roger Gisclon
Pour les articles homonymes, voir Gisclon.
Roger Gisclon, né le 12 juin 1919 à Vallorbe et mort à Lausanne le 15 septembre 2012, est un musicien vaudois, directeur d'harmonie, chef de chœur, saxophoniste et enseignant.

## Biographie
Roger Gisclon étudie l'harmonie, l'instrumentation, l'analyse et la direction, la trompette et le piano avec le professeur A. Naubert-Gaudin, en cours privés. Il se perfectionne ensuite dans les matières théoriques auprès de Gérard Le Coat au Conservatoire de Lausanne où il obtient son certificat en 1964. Il étudie enfin le contrepoint (certificat en 1966, classe de Marie-Louise Bouët-Sérieyx) et le saxophone (certificat obtenu en 1973) à l'Institut de Ribaupierre de Lausanne.
Roger Gisclon crée un orchestre de chambre à l'école de musique Migros où il enseigne durant de longues années. Il dirige également plusieurs fanfares et chœurs profanes et religieux. Roger Gisclon mène une riche activité de composition (une soixantaine d’œuvres déclarées à la SUISA). En parallèle, il a travaillé comme préparateur au laboratoire Pyotersine de 1948 à 1974 et a été un professeur de musique consciencieux et apprécié durant plus de vingt ans, travaillant entre autres à l'École-Club Migros de 1973 à 1990.

## Sources
- « Roger Gisclon », sur la base de données des personnalités vaudoises sur la plateforme « Patrinum » de la Bibliothèque cantonale et universitaire de Lausanne.
- "Palmarès de l'Institut de Ribaupierre", 24 Heures, 1973/11/28
- "Institut de Ribaupierre. Palmarès", Feuille d'avis de Lausanne, 1966/11/22, p. 17
- "La parole de l'âme", Migros Vaud, 1987/08/26, p. 45